# Steffan von Cronstetten (Adelsgeschlecht)

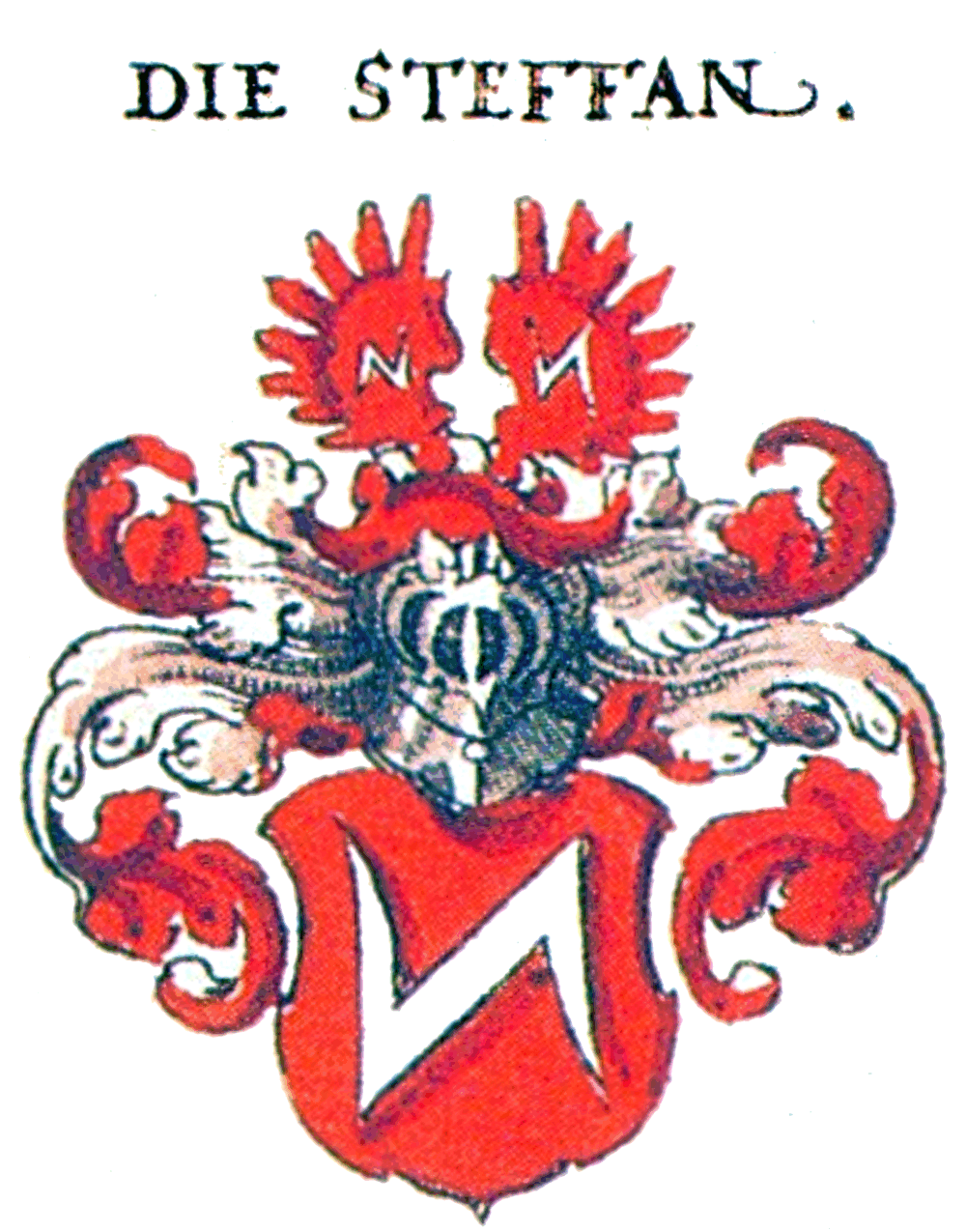
Wappen der Steffan in Siebmachers Wappenbuch von 1605

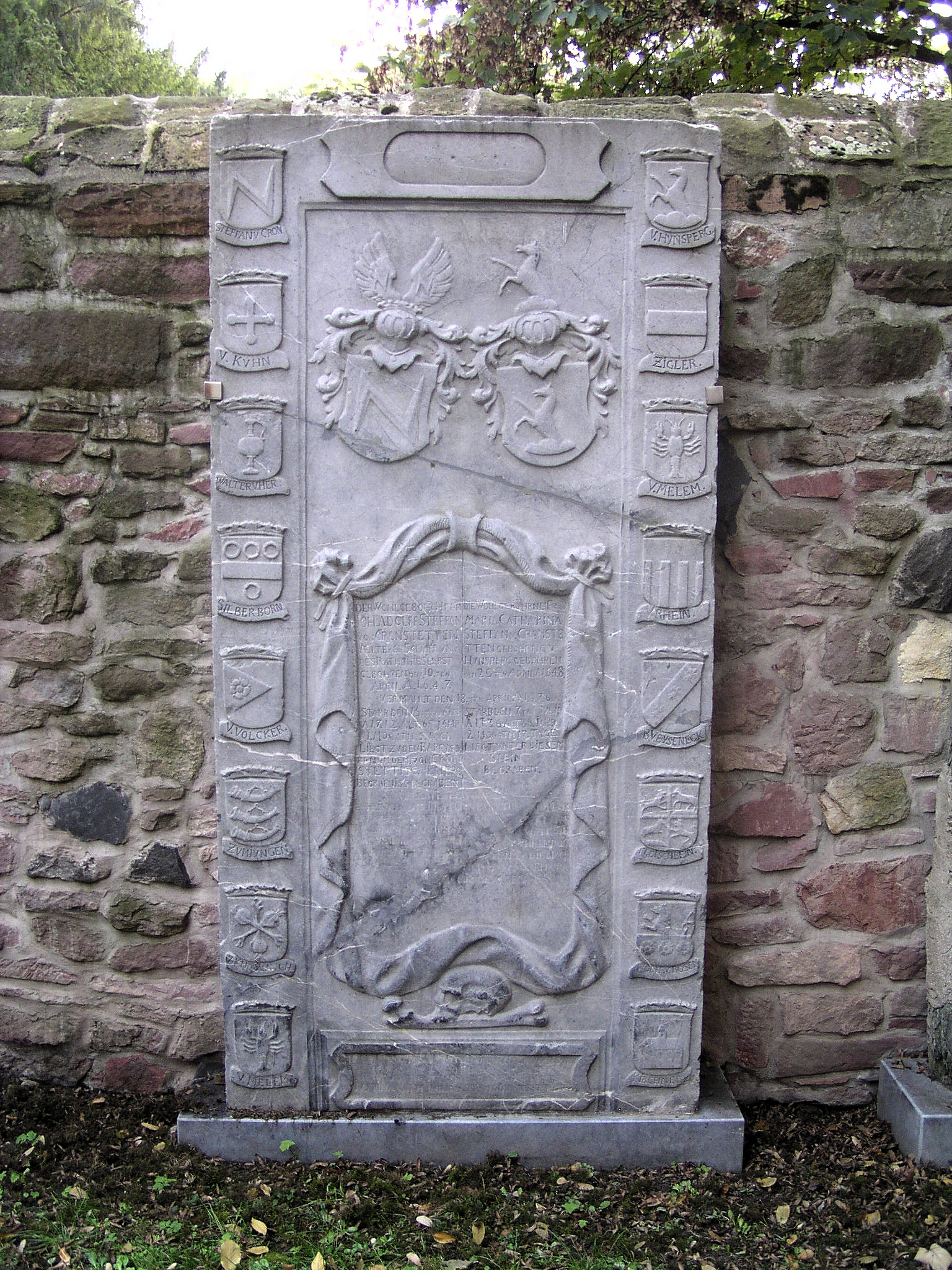
Familiengrabstätte auf dem Peterskirchhof

Die Familie Steffan von Cronstetten (bis 1621: Steffan) war ein Patriziergeschlecht in Frankfurt am Main.
Die Familie stammte aus Bingen am Rhein. 1451 erhielt Henn Steffan († 1475), auch Stephanshenn genannt, das Frankfurter Bürgerrecht. Er ließ das Haus zum Goldenen Knopf in der Sandgasse erbauen, das ab 1776 der Familie Brentano gehörte. Durch den Handel mit Tuch und Seide wurde die Familie schnell wohlhabend; bereits 1465/66 wurde Steffan in die Patriziergesellschaften Zum Frauenstein und Laderam aufgenommen. Er stiftete die Steffanskapelle an der Barfüßerkirche, die bis zum Abbruch der Kirche 1786 Erbbegräbnis der Familie Steffan wurde.
Die Familie Steffan stellte zwischen 1524 und 1724 21 Bürgermeister von Frankfurt. Am 14. März 1559 stellte Kaiser Karl V. in Wien den Brüdern Steffan einen Wappenbrief aus. Am 14. September 1621 erhob Kaiser Ferdinand II. die vier Brüder Johann, Hieronymus, Daniel und Johann Adolph Steffan unter dem Namen Steffan von Cronstetten in den Adelsstand.
1731 starb die Familie im Mannesstamm aus. Letzte Namensträgerin war Justina Katharina Steffan von Cronstetten, die am 20. September 1766 in Frankfurt starb. Sie schuf die bis heute bestehende Cronstett- und Hynspergische evangelische Stiftung zu Frankfurt am Main, die ihren Sitz im späten 19. Jahrhundert in der Lindenstraße 27 im Frankfurter Westend erhielt. An die Familie erinnert die Cronstettenstraße im Frankfurter Stadtteil Nordend.

## Wappen
Blasonierung: In Rot eine silberne Wolfsangel. Auf dem Helm mit rot-silbernen Helmdecken ein offener, mit der Wolfsangel belegter roter Flug.

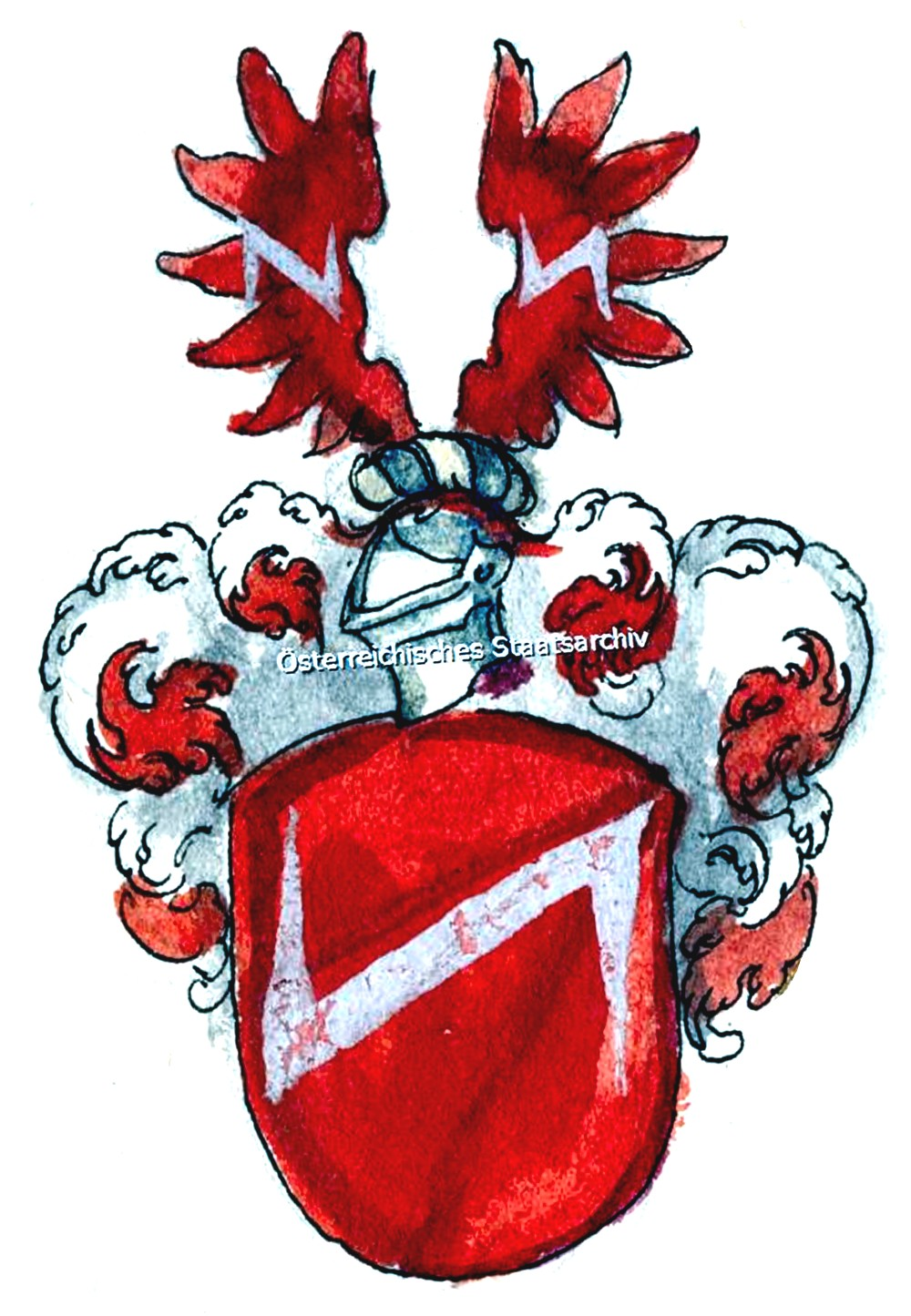
Wappen der Steffan von Cronstetten (1621)
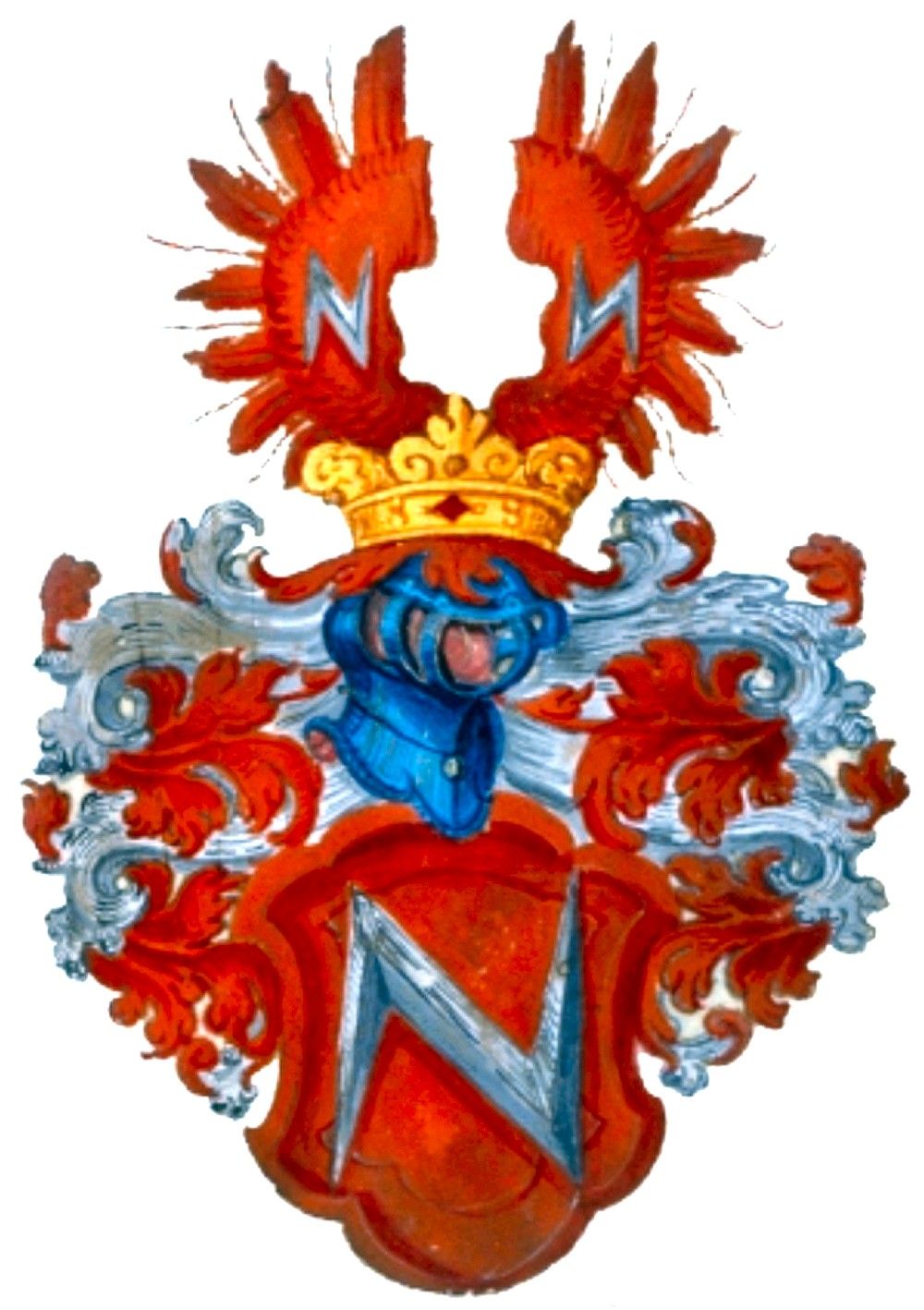
Im Wappenbuch der Ganerbschaft Alten-Limpurg von 1622